# Día de la Fundación del Partido
El Día de la Fundación del Partido (en coreano: 조선로동당 창건일, McCune-Reischauer: Pati Changlib-Il) es un día festivo anual en Corea del Norte que marca la fundación, el 10 de octubre de 1945, del "Comité Organizador Central del Partido Comunista de Corea del Norte", y considerado un predecesor del gobernante Partido del Trabajo de Corea.
El Día de la Fundación del Partido es una de las fiestas más importantes del país, junto con el Día del Sol (cumpleaños de Kim Il-sung), el Día de la Estrella Brillante (cumpleaños de Kim Jong-il) y el Día de la Fundación de la República. En 2015 se celebró el 70 aniversario.

## Contexto

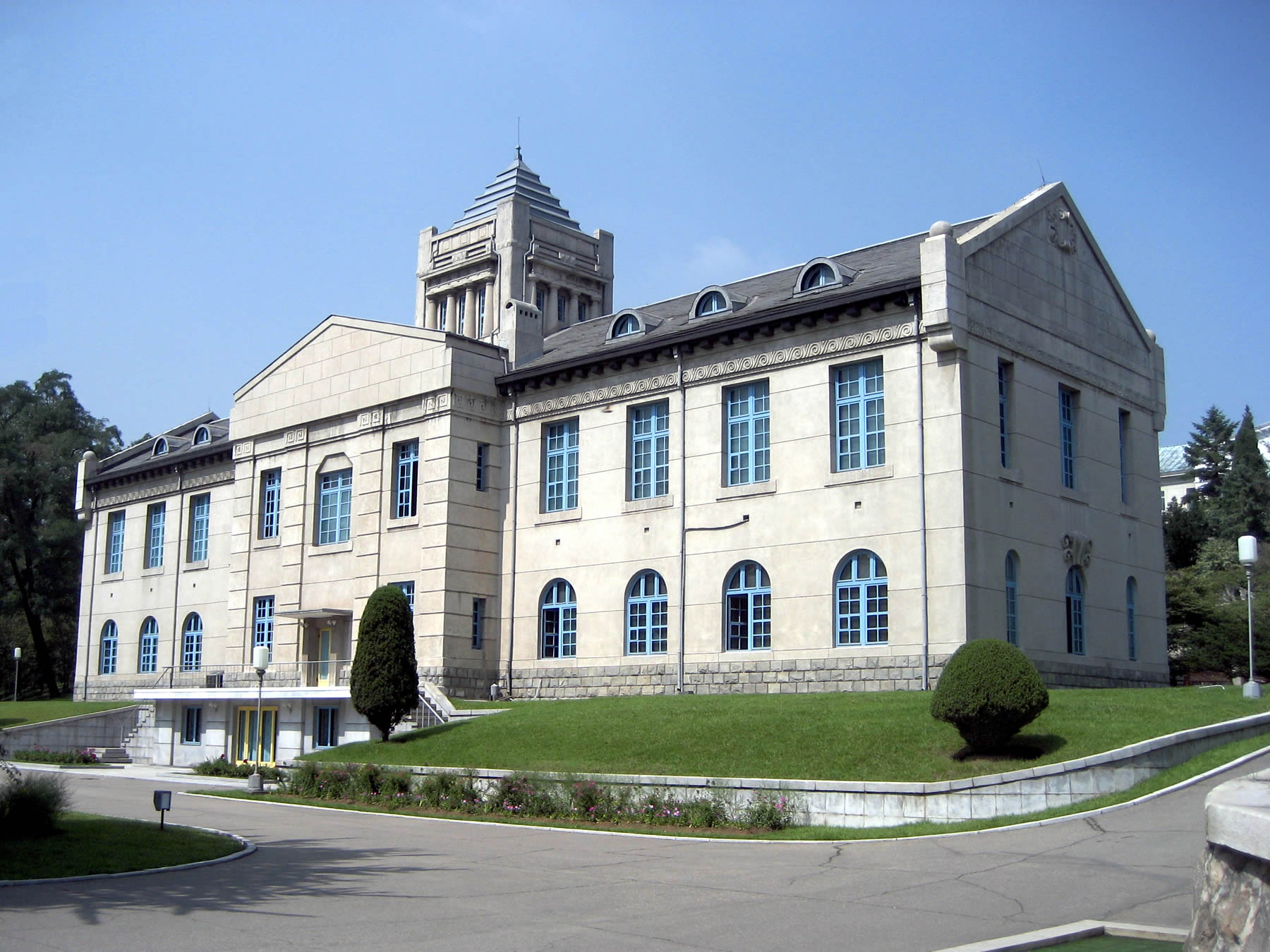
El salón público donde se llevó a cabo la conferencia de fundación ahora alberga el Museo de la Fundación del Partido.

Corea del Norte conmemora el 10 de octubre de 1945 como la fecha de la fundación del "Comité Organizador Central del Partido Comunista de Corea del Norte".
El 10 de octubre de 1945 comenzó en Pionyang una reunión denominada "Conferencia de miembros y entusiastas del Partido Comunista de Corea en las cinco provincias del noroeste", en un salón público que ahora alberga el Museo de la Fundación del Partido. El 13 de octubre, la reunión vio el establecimiento del Buró Norcoreano del Partido Comunista de Corea. Durante la conferencia fue la primera vez en la que Kim Il-sung emergió como una fuerza política. Kim abogó por la fundación del Buró Norcoreano para que las actividades del partido pudieran supervisarse en el norte del país en una situación en la que el norte y el sur estaban ocupados por los soviéticos y los estadounidenses, respectivamente. Kim accedió a la presidencia del Buró Norcoreano unos dos meses después de la conferencia. El buró pronto se independizó del Partido Comunista de Corea liderado desde Seúl, allanando el camino para una fuerza política en el Norte. 
El Buró Norcoreano es uno de una serie de predecesores del actual Partido de los Trabajadores de Corea. El buró se convirtió en el Partido de los Trabajadores de Corea del Norte en agosto de 1946. El actual Partido de los Trabajadores de Corea no se fundó hasta el 30 de junio de 1949, cuando el Partido de los Trabajadores de Corea del Norte se fusionó con el Partido de los Trabajadores de Corea del Sur.

## Celebraciones

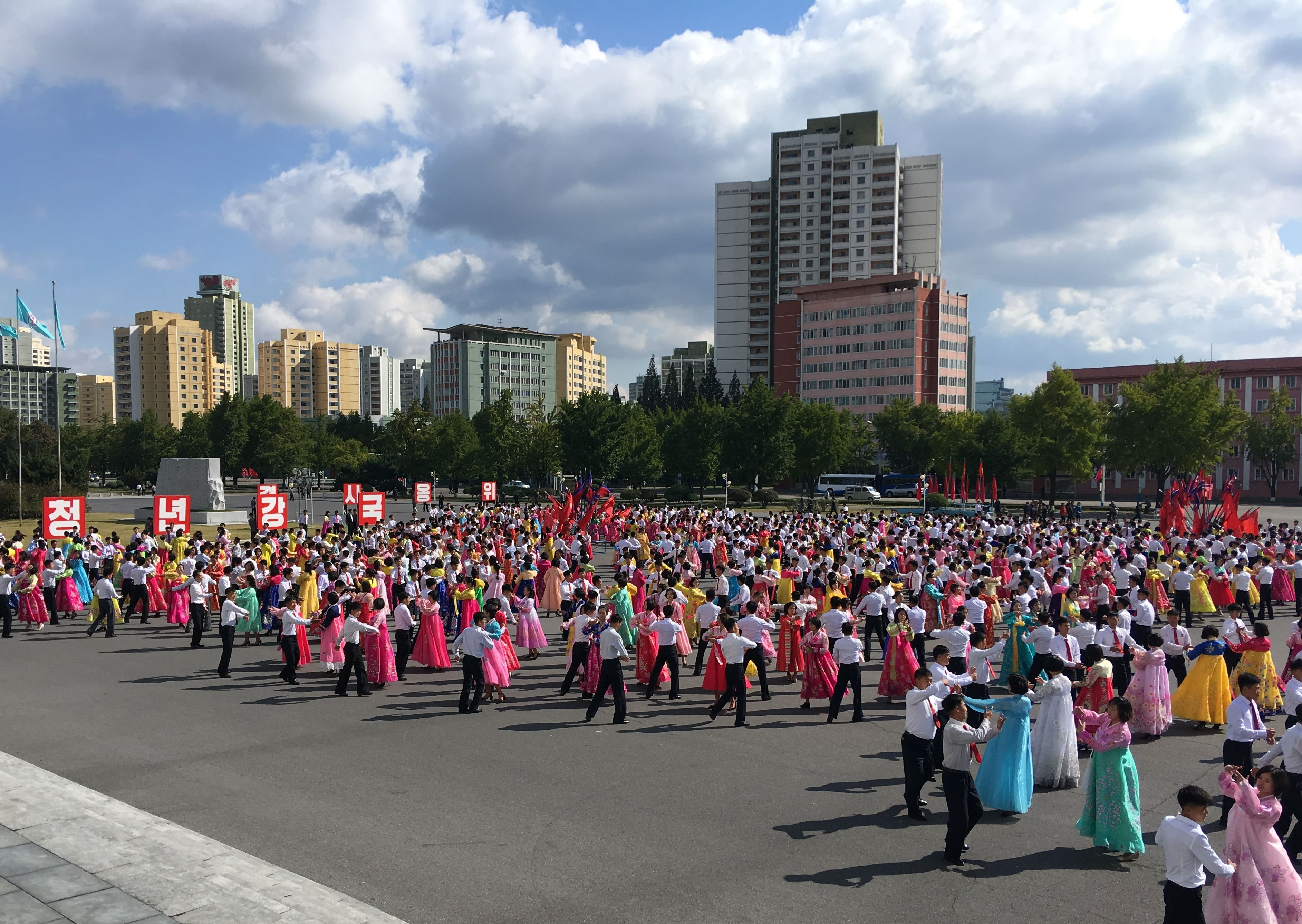
Baile masivo en Pionyang el Día de la Fundación del Partido.

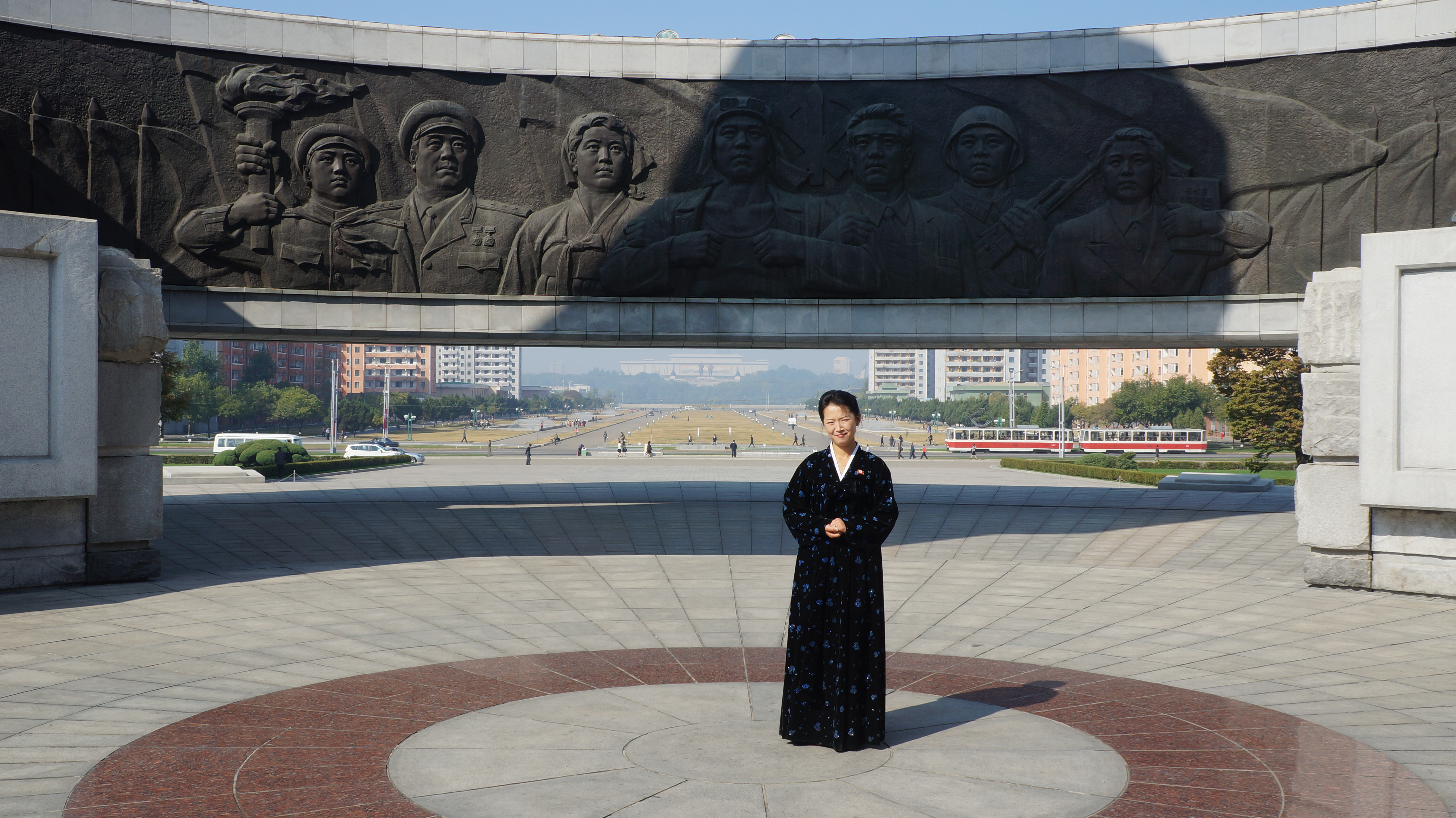
Una guía turística que visita el Monumento a la Fundación del Partido en Pionyang cerca al aniversario.

Las celebraciones incluyen actuaciones de canto y danza, galas nocturnas, discursos, conferencias sobre historia revolucionaria y reuniones de oratoria. Los tributos florales se colocan frente a las estatuas de Kim Il-sung. Se distribuyen raciones especiales de alimentos. Esto generalmente incluye productos alimenticios que normalmente escasean, como aceite y bocadillos. La carne está disponible a través del sistema de distribución pública.
La electricidad se proporciona el Día de la Fundación del Partido, a pesar de la escasez. Hay retransmisiones televisivas en directo de las ceremonias. La festividad se celebra en todo el país, aunque las celebraciones principales tienen lugar en la capital, Pionyang. La ciudad suele albergar procesiones y un desfile militar durante el día. La asistencia a las fiestas de la capital se contabiliza por millones.
Las celebraciones han incluido visitas ceremoniales ocasionales de líderes norcoreanos al Palacio del Sol de Kumsusan. El hecho de que Kim Jong-un no apareciera en 2014 intensificó las especulaciones sobre su prolongada ausencia. La tradición no ha sido muy fuerte, ya que en comparación con Kim Jong-un, su padre, Kim Jong-il, observó la misma tradición solo dos veces.
Corea del Norte programa la finalización de proyectos de construcción a gran escala para que coincidan con aniversarios importantes como el Día de la Fundación del Partido. El 50 aniversario del partido en 1995, por ejemplo, se cumplió con la inauguración del Monumento a la Fundación del Partido. Se planeó celebrar el 70 aniversario en 2015 con la finalización de una base de cría de ganado y una planta de energía: Sepho Tableland y la planta de energía del río Chongchon. Este último se terminó el mes siguiente.
Los bancos, oficinas, minoristas e instituciones gubernamentales cierran durante el día. Las bodas a menudo se organizan en el día.